# III. třída okresu Rychnov nad Kněžnou 2003/2004
V utkáních III. třída okresu Rychnov nad Kněžnou 2003/2004, jedné ze skupin 9. nejvyšší fotbalové soutěže v Česku, se utkalo 12 týmů dvoukolovým systémem podzim – jaro. Tento ročník začal v srpnu 2003 a skončil v červnu 2004.
Postup do II. třídy okresu Rychnov nad Kněžnou 2004/2005 si zajistil vítězný tým TJ Sokol Zdelov. Sestoupil poslední tým TJ Sokol Lukavice.

## Konečná tabulka III. třídy okresu Rychnov nad Kněžnou 2003/2004
| Poř. | Tým                                | Z  | V  | R | P  | VG | OG | B  |
| ---- | ---------------------------------- | -- | -- | - | -- | -- | -- | -- |
| 1.   | TJ Sokol Zdelov                    | 22 | 18 | 0 | 4  | 80 | 23 | 54 |
| 2.   | SK Přepychy „B“                    | 22 | 14 | 3 | 5  | 52 | 31 | 45 |
| 3.   | TJ Sokol Kostelecká Lhota          | 22 | 12 | 4 | 6  | 29 | 22 | 40 |
| 4.   | SK FC Labuť Rychnov nad Kněžnou    | 22 | 11 | 3 | 8  | 71 | 44 | 36 |
| 5.   | TJ Sokol Javornice „B“             | 22 | 10 | 3 | 9  | 45 | 44 | 33 |
| 6.   | FC Roveň                           | 22 | 9  | 5 | 8  | 35 | 39 | 32 |
| 7.   | SK Dobré                           | 22 | 10 | 1 | 11 | 49 | 54 | 31 |
| 8.   | FC Domašín                         | 22 | 8  | 2 | 12 | 47 | 49 | 26 |
| 9.   | FK Náchod-Deštné „C“               | 22 | 7  | 2 | 13 | 37 | 63 | 23 |
| 10.  | TJ Sokol Lípa nad Orlicí „B“       | 22 | 7  | 1 | 14 | 41 | 77 | 22 |
| 11.  | TJ Velešov Doudleby nad Orlicí „B“ | 22 | 6  | 3 | 13 | 39 | 51 | 21 |
| 12.  | TJ Sokol Lukavice                  | 22 | 5  | 3 | 14 | 35 | 63 | 18 |

Poznámky:
- Z = Odehrané zápasy; V = Vítězství; R = Remízy; P = Prohry; VG = Vstřelené góly; OG = Obdržené góly; B = Body; (S) = Mužstvo sestoupivší z vyšší soutěže; (N) = Mužstvo postoupivší z nižší soutěže (nováček)

|  | Postup do II. třídy okresu Rychnov nad Kněžnou 2004/2005 |
|  | Sestup do IV. třídy okresu Rychnov nad Kněžnou 2004/2005 |